# Козлов Анатолій Олексійович
Анатолій Олексійович Козлов (2 жовтня 1957, Максимівка, Черкаська область) - український легкоатлет, чемпіон України зі спортивної ходьби, майстер спорту міжнародного класу (1991).
Сім'я переїхала до м. Суми 1969 року. Закінчив СШ №19, потім СДПІ ім. Макаренка (1993). Вихованець місцевого товариства «Динамо». З 1979 току тренувався у Володимира Голубничого. Член збірної команди України. 
Переможець змагань на Кубок УРСР (1986), 
Призер змагань на Кубок СРСР. 
Переможець молодіжних ігор УРСР на дистанції 10 тис. м (1989) 
Чемпіон України на дистанції 10 тис. м (1990), 5 тис. м (1992, 1993, 1994)
Рекордсмен України на дист. 5 тис. м (1992; 18.56,0) 
Переможець матчу Україна-Англія (1993), міжнародних змагань на призи Голубничого на дист. 10 тис. м із становленням рекорду України (1993; 39.24,0)
Учасник чемпіонату Європи (1994)